# 艾琳·萨维尔
艾琳·萨维尔（Irene Xavier，1951年12月17日—，又译作爱琳·夏维尔、艾琳·塞韦尔），马来西亚社运工作者。她特别关注女权和劳动阶层权益，同时也参与其他维权运动。她曾领导或积极参与的社会组织有大马妇女权益维护协会（Women’s Aid Organisation，简称WAO）、雪兰莪妇女之友（Persatuan Sahabat Wanita Selangor，简称PSWS）、人民之声（SUARAM）、大马支持体面工资代表（Malaysia for Decent Living Wage）等。 1987年，艾琳·萨维尔曾在茅草行动中被逮捕，被马来西亚内政部未经公开审讯地援引《内安法令》关押了约一年，获释后，她持续地推动各种废除《内安法令》的社会运动。

## 生平简介
1951年12月17日，艾琳·萨维尔出生于马来西亚霹雳州，她的原名是帕特丽夏·卢尔德·艾琳（Patricia Lourdes Irene）。求学时代，她已曾参与反对1971年《大专法令》的抗议活动。毕业后，艾琳·萨维尔投入工人运动，为来自低下阶层、教育程度低的工厂工人，特别是女性工人，争取权利。她通过女权组织教育女性工友了解本身的处境，鼓励她们自组工会，向资方争取更好的福利，同时也向政府要求立法制定国内工人最低工资。
1987年10月27日，马来西亚发生茅草行动，艾琳·萨维尔和百余位来自政界、宗教界和文教界的人士突然遭到警方逮捕。过后，马来西亚内政部援引《内安法令》，不经审讯地把她关押了一年。在这一年内，艾琳·萨维尔遭到精神上和肉体上的折磨。据她本身所叙述，负责查案的官员曾用棍子殴打她，用言语恐吓她有一些女性在被扣留期间遭到性侵，对她施加不人道的口头羞辱。 隔年10月，艾琳·萨维尔获得释放。较后，她和一群社会工作者和一些在茅草运动中被拘留的人士共同创立了社会组织“人民之声”，这个组织的首要任务就是争取废除《内安法令》。2001年，她曾绝食以抗议政府以《内安法令》逮捕烈火莫熄社运人士。